# Кондо Исами
Кондо Исами (јап. 近藤勇 "Kondō Isami") (9. октобар 1834 – 17. мај 1868) био је самурај и део полиције касног Едо периода. Најпознатији је као главни командант јединице Шинсенгумија.

## Рано доба
Кондо Исами, коме је по рођењу дато име Кацугоро, био је син оца Мијагава Хисаџира и мајке Мије који нису били самурајског порекла већ су припадали касти земљорадника. Имао је два старија брата, Отоџира (音次郎; касније познат и као Отогоро 音五郎) и Кумеза (粂蔵; касније познат и као Собеи 惣兵衛) али и старију и млађу сестру које су веома рано умрле. Кондо (тада Кацугоро) почиње да учи вештину мачевања у Шиеикану, главном доџоу школе мачевања „Тенен Ришин-рју“ стила, заједно са своја два брата 1848. године.
Као младић био је страствени читалац а нарочито је уживао у причама као што су „49 ронина“ и „три царства“ (један од четири класична кинеска романа). Описиван је као добро и послушно дете, вредан и добар ученик али и као особа која није дозвољавала да га неко малтретира или да му се на неки начин подсмева. Захваљујући гласини да је победио групу разбојника који су хтели да провале у његов дом, привукао је пажњу човека и трећег мајстора школе мача Тенен Ришин-рју Кондо Шусукеа. Брзо је учио и позитивно се истакао па га 19. октобра 1849. Шинсуке коначно узима под своје, усваја га и даје му име Кондо Исао. Неколико година касније Исао ће званично постати наследник доџоа и четврта генерација мајстора (sōke no yondai me 宗家四代目) школе Тенен Ришин-рју.
У том периоду упознаје и Хиџикату Тошизоа, доброг пријатеља и особу која ће бити други човек Шинсенгумија.
Са Хиџикатом се упознаје након што почиње да предаје у школи мачевања, а у намери да скупи новац, почиње да држи часове и у другим доџоима осим Шиеикана. Пошто је пуно путовао и држао часове у кућама својих пријатеља у једној среће и Хиџикату Тошизоа тада путујућег трговца који је продавао лекове за модрице и сломљене кости. Упркост томе што ни он није био из самурајске класе, Хиџиката приступа Тенен Ришин-рју школи 1859. године, где почиње да вежба и да се активно дружи са Кондом.
Остало је забележено да је по опису Кондо био низак, да је имао рупице док се смејао у образима и да је имао широка уста.
Године 1860, Кондо се венчава се женом по имену Мацуи Цуне, називане још и само Оцуне (О се у јапанском језику додаје у сврту учтивошти и поштовања) која је ћерка високо рангираног самураја Мацуиа Јасогороа чији је клан повезан са тада владајућим Токугава кланом. Убрзо, рађа му се ћерка Тамако (1862–1886) која ће после смрти свога оца родити сина. Кондов једини унук, Кондо Хисаро, биће убијен у Руско-јапанском рату чиме се завршава његова линија потомства.
Иако га шогунат никад није упошљавао пре појаве Шинсенгумија, данас се зна да је Кондо био кандидат учитеља за војну школу „Кобушо“ која је основана 1855. године у циљу реформисања војног система наком доласка бродова адмирала Перија и отварања граница странцима.
Кондо је поседовао катану „Котецу“, за коју се дуго веровало да је рад познатог израђивача мачева из 17. века Нагасонеа Котецу-а, али се испоставља да је његов мач копија и рад једног другог мајстора Минамота но Кијомара

## Период у Шинсенгумију
Године 1863, Токугава шогунат је регрутовао и организовао велику групу ронина, самураја без господара, у циљу заштите актуелног шогуна Токугава Ијемочија током његовог боравка у Кјоту. Кондо се прикључио јединици која ће касније бити позната као Рошигуми, са својим блиским пријатељом Хиџиката Тошизоом, као друговима из доџо-а као што су Јаманами Кеисуке, Окита Соџи, Харада Саносуке, Нагакура Шинпачи, Тодо Хеисуке и Иноуе Гензабуро. Када је њихов први командир Кијокава Хачиро открио праву сврху постојања јединице а то је да буду подршка актуелној шогунској влади, Кондо, Хиџиката и остали чланови, махом из Мито области остали су у Кјоту и формирали „Рошингуми“. јединицу која прима наређења директно од шогуна. Одговорност над њима преузео је Мацудаира Катамори дајући им задатак да буду актуелна полиција престонице и да одржавају ред и мир у периоду када је политика „Соно џои“ (подржимо цара, протерајмо варваре) узимала све више маха.
Одред Шинсенгуми су се првобитно ословљавали именом Мибуро(Јап.壬生浪), у преводу "ронини округа Мибу". У то време, Мибу је било село југозападно од Кјота, место где су Шинсенгумији били првобитно стационирани. У почетку одред се делио на три франције, једну је водио Серизава Камо (рођен 1830. године из провинције Мино), другу Кондо Исами и трећу Тоноучи Јошио. Овако подељене постојале су тензије и несугласице међу групама па се подела решила уједињењем наком што су Кондо и Тоноучи убили Серизаву да би касније Кондо убио и Тоноучија.
Датума, 30. септембра 1865. године (по лунарном календару 18. августа), самураји области Чошу који се били против Токугавине владавине су били принуђени да се врате у своју област под наређењем од стране двора, Аизу и самураја из области Сацума. Одред Шинсенгумија је послат да помогне клану Аизу да чувају улаз двора од могућих напада клана Чошу. У то време "Шинсенгуми" се по први пут називају тим именом, највероватније додељеним од стране Мацудаире Катаморија (тадашњи даимјо Аизу клана). На супростављеним странама налазиле су се снаге клана Мори из области Чошу и клан Шимазу из области Сацума а битка која се том приликом одржала касније се у историји назива „Кинмон но хен“ (у преводу „Кинмон Инцидент“ или „Инцидент код капије палате“). Услед борби цео добар део Кјота је спаљен а остало је записано да је у борбама победу однео шогунат и самураји области Сацума уз помоћ разних војних група, укључујући и Шинсенгуми.
Дана 10. јула 1867. године Кондо добија титулу хатамото, заједно са остатком Шинсенгумија чинећи је организацијом која одговара само шогуну.

## Учешће у Бошин рату и смрт
Некада јака и необорива влада Токугава шогуната која је трајала неколико стотина година почела је рапидно да слаби. После уједињења побуњених области Чошу и Сацума, стварајући Сатчо алијансу и придруживање округа Тоса (која шаље званичну молбу шогуну да мирно преда власт цару) шогунат се из победничке стране претрава у губитничку. Након смрти Токугаве Ијесаде и пораза у другом походу на Чошу, шогун Токугава Јошинобу, предаје власт цару али збор различитих политичких превирања долази до краткотрајног Бошин рата.
Једна од битнијих битака у том рату јесте борба у Тоба-Фушими у јануару 1868. године. Након што је са својим Шинсенгумијима учествовао у тој борби, Кондо се враћа у Едо где добија ранк „Вакадошијори“ (wakadoshiyori-kaku 若年寄格) титулу додељену од стране већ увелико распадајуће владе шогуната. Мада свесни пораза, одред Шинсенгумија и даље веран шогуну борећи се против припадника царске војске. У Фушими, Кондо бива рањен пушчаним метком у раме и касније бива лако заробљен у месту „Нагарејама“. У заробљеништву, проглашен је кривим за убиство Сакамота Рјоме, па је у Инабашију, близу Токија погубљен три недеље после изрицање казне.
Судећи по Тани Танекију (1837–1911) из округа Тоса, Кондо је погубљен од стране нове победничке владе састављене махом од самураја из округа Чошу и Сацума који су га директно окривили за смрт Сакамото Рјоме. Чак и накод признања бившег члана Мимаваригумија Имаи Нобуа, 1870. године Тани Танеки је и даље инсистирао на томе да на Конда падне кривица па прави кривац за смрти Сакамото Рјоме и даље остаје мистерија чак и до данашњих дана.
По старим јапанским обичајима додељивања посмртних имена, верује се да је Кондово посмртно име Kanten'inden'junchūseigi-daikōji (貫天院殿純忠誠義大居士) додељено лично од стране Мацудаира Катаморија. Изградњу његовог споменика и гробног места надгледао је лично пријатељ и припадник Шинсенгумија Хиџиката Тошизо.

## У популарној култури
Кондо је често приказан у историји, путем разних медија, документараца, играних филмова, телевизијских серија, цртаћа и стрипова.
Инспирација је за филмаџије још од 1924. године, а његов лик је играо и познати јапански глумац Тоширо Мифуне (Филм "Шинсенгуми", 1969. године).
Лик Кондо Исаоа из анимеа Гинтама, серијала духовитог карактера је грубо засниван на њему. Појављује се и у причама попут: "Hakuouki Shinsengumi Kitan", "Kaze Hikaru" и "Peacemaker Kurogane". Појављује се у неколико таига драма, годишњих серија које државна телевизија Јапана сваке године снима о јапанским историјским личностима, као што су "Шинсенгуми!" и "Рјомаден".